# 煙突掃除人

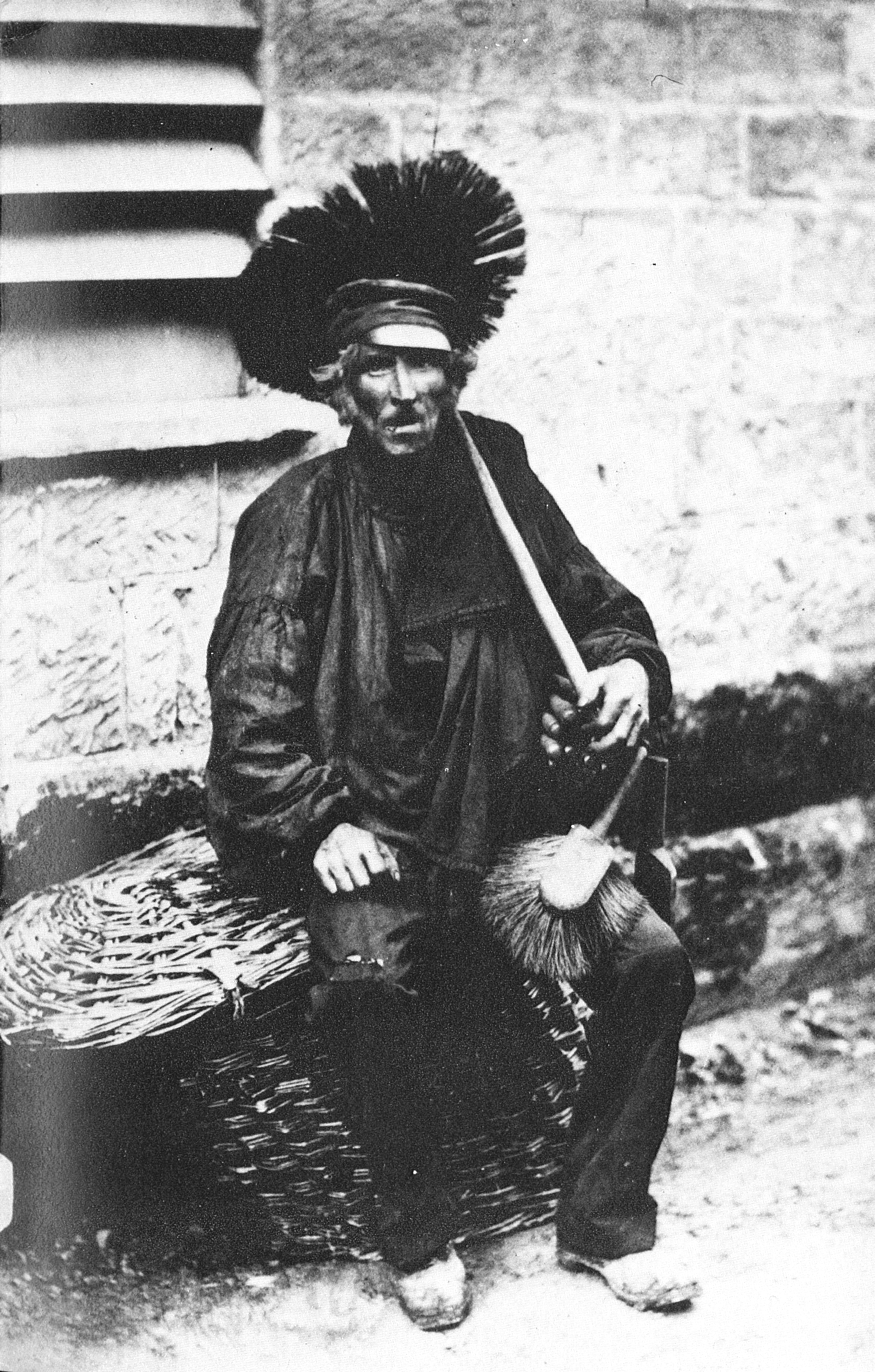
ジョン・コルファー(John Colfer)　煙突掃除人　アイルランド　ウェックスフォード　1850年

煙突掃除人（えんとつそうじにん、英: chimney sweep）は、煙突内部に溜まった灰や煤を清掃する職業である。煙突は、その熱によって生じた気圧差による気流を利用して石炭や木材を用いた燃焼部に空気（酸素）を引き込み、上部（煙突の出口）へと流すことで継続的な燃焼を可能としている（煙突効果）。使用し続けると、その内部にクレオソートの層が形成されて狭まり、空気の流れを悪くしていく。また、クレオソートには引火性があり、煙突や建物の火災に繋がることもある（煙突火災）。このため、定期的に煤を取り除く、煙突掃除が必要であった。
当初の煙突は垂直で煙道も大人が通れるほど大きなものであったが、産業革命の頃になると建物の発達やより効率的な燃焼のために、子供でなければ通れないほど煙道は細くなり、時には途中で曲がっていることさえあった。このような形状の場合、専用の清掃道具が開発されるまで、煙突掃除は掃除人が直接中に入らねばならず、かつ、子供である必要があった。英米ではクライミング・ボーイと呼ばれる訓練された少年の煙突掃除人が多く働いていた。イギリスにおいて煙突掃除人は法的に徒弟制（ギルド）であり、一般的には大人である親方掃除人（Master sweep）がワークハウスや孤児の少年を見習い（弟子、apprentices）として雇入れ、彼らを煙突内部でよじ登れるように訓練して掃除をさせた。その職務は過酷であり、煙突掃除人癌を代表とする職業病で短命であることも当時から認識されていた。こうしたことは18世紀末から本格的に社会問題として認識されるようになり、規制などの改善が図られていったが、最終的に徹底されるのは19世紀後半であった。他方、スコットランドやドイツなど、元よりクライミング・ボーイが用いられない地域もあった。
その過酷な状況は大衆文化のテーマともなり、ヴィクトリア朝時代には彼らの悲哀を描いた作品も作られた。一方で幸運のシンボルとしても扱われるようになり、時に雇われて、伝統的な制服で式典に姿を見せるということもある。

## 歴史

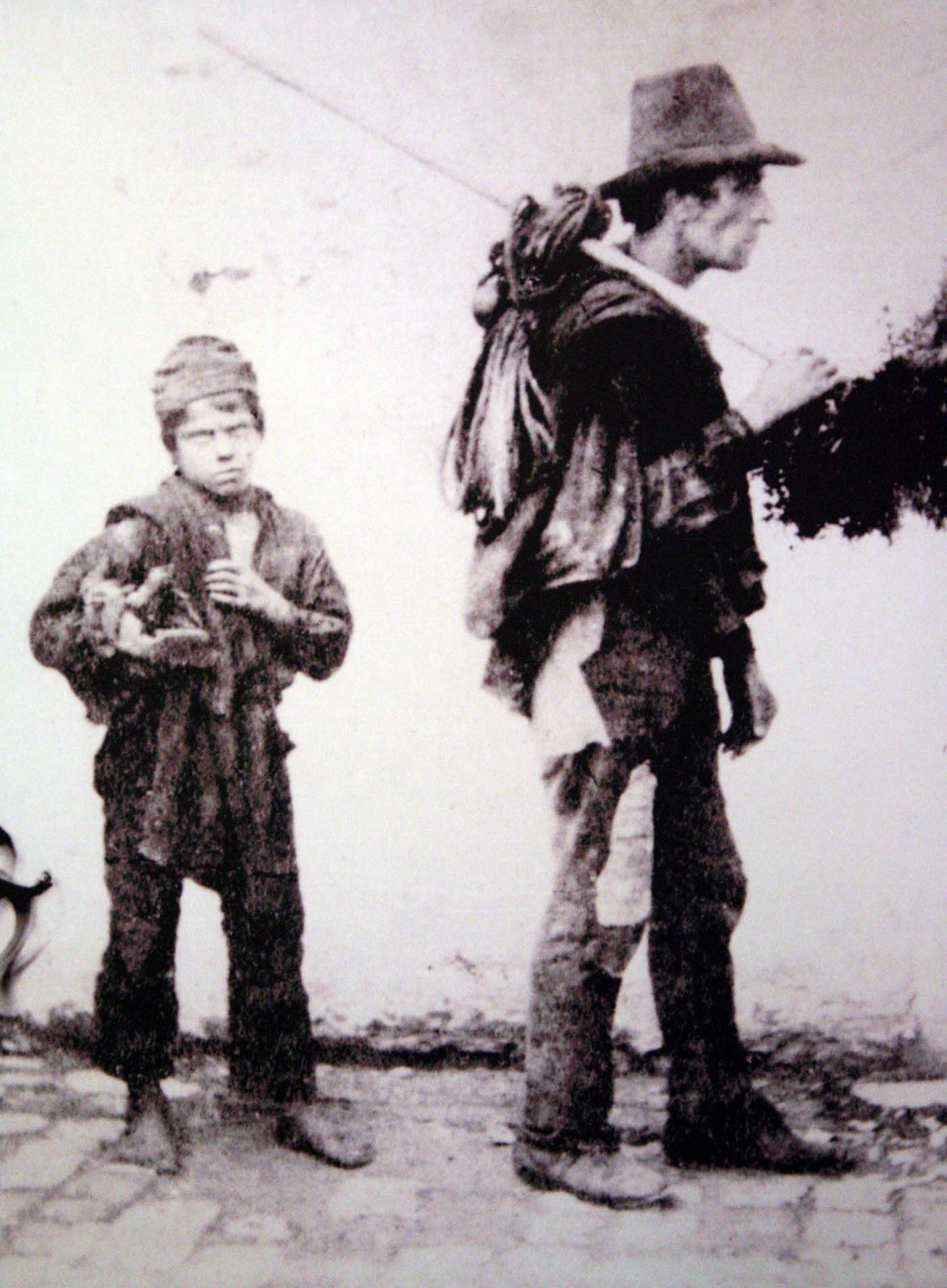
親方煙突掃除人（右）とSpazzacaminoとして知られる徒弟少年　19世紀の終わり　イタリア

工業化時代に起こった都市人口の増加により煙突のある家は急激に増加し、従って煙突掃除人の需要も大きくなっていった。
建物は以前よりも高くなり、また新規に建てられた煙突は、頂部を一つの排出口にまとめてしまう新しい形式だった。個々の火格子（炉）の煙道の経路には、2つ以上の直角に曲がる箇所（水平方向と垂直方向の向きを変える箇所）が含まれる場合があった（右図「地下室のある4階建ての家の煙道7本の断面図」のA）。また、通風をよくするために煙突は狭く作られ、14インチ（約35.6センチメートル）×9インチ（約22.9センチメートル）が一般的な規格になっていた。バッキンガム宮殿には15の曲がり角を持つ1つの煙道があり、さらに大きさは9インチ×9インチに狭められていた。煙突掃除は当時の職業の中でも最も難しく危険で低賃金であったために、詩やバラード、パントマイムの演目の中で嘲笑されてきた。
最初の機械式掃除機は1803年にジョージ・スマートによって発明されたが、その導入に関してはイギリスとアメリカでは反発があった。1828年にジョセフ・グラスが改良された掃除機を売りに出し、これによって彼は現代の煙突掃除ブラシの発明者であるとされている。アメリカ北部では白人たちがこの職業を担うことはなく、南部から黒人少年たち（スイープ・ボーイ）を雇った。イギリスでは1875年、アメリカでは世紀が変わる頃にようやく規制がなされ、その後、この職業は大衆文化における人気のある題材として扱われるようになった。

## イギリス

内径約28センチメートルの煙突2つの断面図、約10歳のクライミング・ボーイを示す。左側、ボーイは背中と両膝を煙突に押し付けて登っている。右側の図では、少年の両膝は顎先に押し付けられ、両脹脛、両太腿、胴体が煙突をふさいでおり、結果として上にも下にも動けなくなっている。

煙突掃除において、わずか4歳ほどの少年が、81平方インチ（9×9インチ、23×23cm）という狭い空間である熱い煙突内を登った。作業は危険を伴い、煙道に挟まれたり、窒息したり、焼死することもあった。煤には発癌性があり、少年たちは煤袋の下で眠り、身体を洗うこともほとんどなかったため、癌を発症する危険と隣り合わせであった。1775年以降、煙突掃除を行う少年たちの健康を心配する声が高まり、煙突掃除を規制する法律が制定され、1875年には少年らが煙突掃除に従事することを禁じる法律が制定された。後者は慈善家アントニー・アシュリー＝クーパー (第7代シャフツベリ伯爵)が運動の主体となり、働きかけたものであった。
イギリスにおいては1200年頃、煙突は家の一部屋の中央で行っていた焚き火に代わって登場した。最初は建物内に暖房付きの部屋が1つ設けられており、煙突も大きなものが用いられた。その後400年以上の間に部屋の数が増え、各部屋も狭くなり、多くの部屋に暖房がいきわたるようになった。また、木材に代わって粉状瀝青炭（Sea coal）が使われるようになると、煙道の内側に可燃性のクレオソートの層を堆積させ、煤で固めるようになってしまった。さらに、それまでの煙突は単なる煙の排出口にすぎなかったが、燃焼部に空気を引き込むことが意図されるようになると、暖房の効果を高めるために煙道を狭めるようになった。それでもロンドン大火によって建物規制が行われ、煙突のデザインが変わるまでは少年たちが煙突に登ることはほとんどなかった。
新しい煙突は角ばった狭いものが多く、一般家庭の煙道の寸法は9インチ（23cm）×14インチ（36cm）が普通だった。親方掃除人（Master sweep）はそのような狭い空間に入り込むことができないため、少年を雇い、煤掃除のために彼らを煙突内に登らせるようになった（クライミング・ボーイ）。少年たちはしばしば"buffed it"、すなわち裸で登り、皮膚を擦り切らせながら、膝や肘を使って進んだ。彼らはしばしば熱い煙突を登り、時には消火活動のために燃えている煙突にも登った。鋭角に曲がった煙突は特に彼らに危険をもたらした。これら少年たちは掃除夫の見習いという扱いであったが、1778年から1875年にかけて彼らの労働条件を改善しようとする法律が次々と制定され、また多くの体験談が議会報告書として掲載されるに至った。1803年頃から、煙突掃除の新しい方法が導入されたがしかし、掃除人とその顧客たちは新しい人道的な方法よりもクライミング・ボーイを好んだ。1870年に教育法が制定され、義務教育が開始されたが、煙突掃除人を許可制にし、少年らを煙突に登らせないようにする法律の制定には、さらに5年の歳月を要した。

### クライミング・ボーイ
- A. 炉床、垂直な煙道、水平な煙道、そしてブラシにとっては困難な直角の曲がりを2つ持つ垂直方向の立ちあがり。
- B.背中、肘、膝を使ってボーイが登っている長い真っ直ぐな煙道（14インチ x 9インチ）。
- C.2階の炉床からの短い煙道。クライミング・ボーイは、直径が小さすぎてその方法で出られない煙突のポットに到達している。
- E.は災害を示す。クライミング・ボーイは煙道に閉じ込められ、膝が顎先にぶつかっている。
- G.煙道を真っ直ぐにして、機械的手段で掃除可能にする方法
- H.煙道のカント(cant)に堆積した煤の落下で窒息死したクライミング・ボーイ。

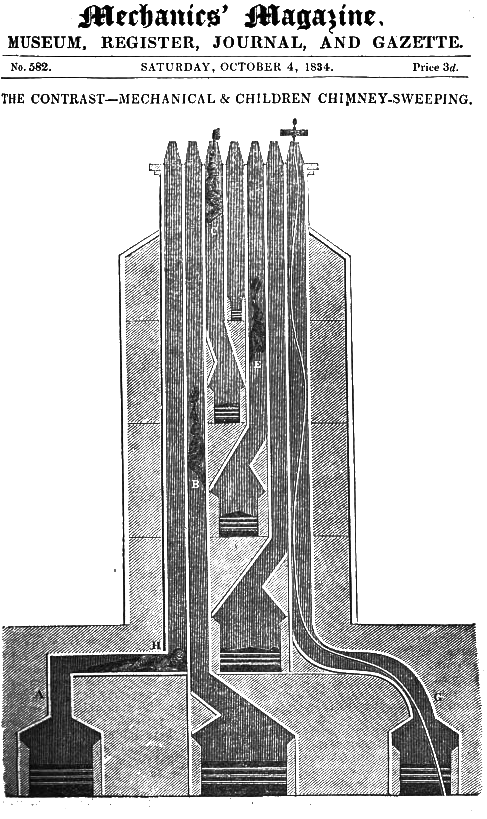
地下室のある4階建ての家の煙道7本の断面図。 Mechanics'Magazine の1834年の挿絵で、機械的な煙突掃除機と子供たちの煙突掃除人の対照を示すことが意図されている。
- A. 炉床、垂直な煙道、水平な煙道、そしてブラシにとっては困難な直角の曲がりを2つ持つ垂直方向の立ちあがり。
- B.背中、肘、膝を使ってボーイが登っている長い真っ直ぐな煙道（14インチ x 9インチ）。
- C.2階の炉床からの短い煙道。クライミング・ボーイは、直径が小さすぎてその方法で出られない煙突のポットに到達している。
- E.は災害を示す。クライミング・ボーイは煙道に閉じ込められ、膝が顎先にぶつかっている。
- G.煙道を真っ直ぐにして、機械的手段で掃除可能にする方法
- H.煙道のカント(cant)に堆積した煤の落下で窒息死したクライミング・ボーイ。

クライミング・ボーイ（Climbing boys）と呼ばれる少年たち（時には少女）は、厳密には煙突掃除人見習い（Chimney sweeps' apprentices）と呼ばれ、大人であるがゆえに煙突や煙道に入れない親方掃除人に弟子入りするという形をとった。親方掃除人は行政区 (Parish)から報酬を得て、孤児や貧民に技術を教えた。彼らは親方掃除人に完全に依存していた。少年らやその保護者は治安判事の面前で契約書に署名し、成人になるまで親方に拘束されることとなった。救貧法に基づく後見人は行政区の費用を削減するために、自分が世話をしているワークハウスの子供たちをできるだけ多く（煙突掃除に限らず）徒弟制度の見習い（弟子）に出す義務があった。親方掃除人には見習いにその技術と秘訣を教えること、2着目の服を与えること、週に1回身体を洗うこと、教会に通わせること、火のついた煙突には登らせないことなどの義務があった。見習いは親方に従うことに同意した。7年間の見習い奉公が完了すると職人掃除人（ジャーニーマン・スイープ、journeyman sweep）となり、彼自身が選んだ親方掃除人の下で働くことが可能になった。それ以外は値段は7シリングから4ギニーで別の掃除夫や親に売られたりした。
一般的には訓練の開始は6歳からが良いと考えられていた。シャフツベリー卿は4歳の少年と出会ったことがあったが、ひ弱だと認識されていた。親方には多くの見習いがおり、朝から街中を歩きまわって「煤を払うぞー（Soot -Oh, Sweep）」などの掛け声を挙げ、自分たちの存在を主張するともに、掃除されていない煙突の危険性を家主たちに思い出させた。作業を行うとき、親方は暖炉に布を掛け、見習いは靴や余計な衣服を脱いで暖炉の後ろに回った。煙道は家屋と同じくらいの高さのところで数回曲がっており、その寸法は14インチ×9インチだった。帽子をかぶり、大きな平たいブラシを頭にかざして、体を斜めにして楔のようにし、煙道に入った。背中と肘と膝を使ってイモムシのように煙道を這い上がり、ブラシを使って緩いススを取り除き、それが自身の頭上に振った後、下の方へと落ちていき、滑らかで安全な煙突にするために固い部分はスクレイパーを使って削り落とした。頂上に到達すると迅速に滑り下りて煤の山の中に戻った。そして煤を袋に詰めて、親方の手押し車や庭に運び出すのも彼らの仕事だった。
煤は貴重品であり、1840年には1ブッシェル9ドルで売ることができた。見習いは1日で4～5本の煙突を掃除した。最初の頃は膝や肘を擦りむくため、親方は彼らを熱い火のそばに立たせた後、塩水で濡らしたブラシで強く擦り付けるなどして、皮膚を硬くさせた。これは十分に硬くなるまで毎晩行われた。見習いに賃金はなく親方の家に住み込みという形で衣食住が保証された。少年たちは床や地下室で昼間に煤を集めるために使った袋や布を布団代わりにして寝ていた。これは「スリーピング・ブラック（Sleeping black）」として知られている。少年たちは女主人によって庭の浴槽で身体を洗われたが、これは週に一度あるかないか程度のものであった。ある掃除人はサーペンタイン池で少年たちを洗っていた。別のノッティンガムの掃除人はクリスマス、聖霊降誕祭、ガチョウ祭りの年3回しか洗わないと述べていた。時折、親方は少年たちにいつもより早く、あるいは高く煙突を登るように強いなければならない時があり、この時、小さな火のついた藁か硫黄のロウソクを灯して、やる気を出させていた。また、別の少年を背後から登らせて、尻や足の裏にピンを刺すことで、「失神」（窒息）を防ぐ方法もあった。
煙突のサイズは様々であった。一般的な煙道は、長さ1.5レンガ、幅1レンガの大きさに設計されていたが、多くの場合、1レンガの正方形、つまり9インチ（230 mm）x 9インチ（230 mm）以下に狭められていることもあった。煙突はまだ熱を持っていることも多く、時には火がついていることすらあった。不注意なクライミング・ボーイは顎と膝がくっついた形で煙道に挟まり、立ち往生してしまう可能性もあった。もがくほど、より密着して悪化した。この場合、下から押し出されるか、ロープで引っ張り出されるまで何時間もこの状態が続いた。もがいた結果、落ちてきた煤で窒息する危険もあった。最悪は少年の生死問わず、煙突の側面のレンガを外して取り除くことになった。煙突が特に狭い場合には「Buff it」、つまり裸でやるように言われた。そのような場合以外では、クライミング・ボーイはズボンと厚手の荒い綿布でできたシャツを着るだけだった。

### 健康と安全懸念
このような子供たちの状況を憂慮して、煙突掃除の機械化を推進する協会が設立された。協会が配布したパンフレットにより、煙突掃除がどのような仕事であったかわかる。以下は、ある掃除人が一人の少年の運命について語ったものである。
しかし、煙突掃除人が被った職業上の危険はこれだけではなかった。1817年に議会に提出された報告書では、クライミング・ボーイたちが全般的に養育放棄（ネグレクト）され、成長の遅れや背骨、脚、腕の変形が見られると記されている。これは、まだ骨が柔らかい少年の時期に異常な姿勢を長時間強いられることが原因だと考えられ、特に膝と足首の関節に異常が見られた。少年たちが目をこすり続けるために瞼の爛れや炎症は治りが遅く、従って失明の恐れがあった。痣や火傷は高温環境下での作業を強いられるという明白な危険を示していた。陰嚢における癌は煙突掃除人でのみ発見されるため、研修病院（teaching hospital）では「煙突掃除人癌」と呼ばれていた。喘息と胸の炎症は、少年たちが天候に関係なく、屋外での作業に晒されていたことが原因と見られた。
掃除人たちから煤疣（すすいぼ、英：soot wart）と呼ばれた煙突掃除人癌は、煙突掃除人が10代後半や20代で発症し、現在では陰嚢扁平上皮癌の症状として同定されている。1775年、パーシヴァル・ポット卿はこの病気の患者がクライミング・ボーイや煙突掃除人たちに多いことを報告しており、最初に見つかった職業病の癌となった。ポットの記述は以下のとおりである。
また、少年たちの生活についてもコメントが残っている。
発がん性物質はコールタールと考えられ、ヒ素が含まれている可能性もあった。
事故死も多く、熱せられた煙突で挟まり窒息死や焼死することが多かった。時には彼を助けるために送られた2人目の少年もまた同じ運命を辿ることすらあった。

### 規制

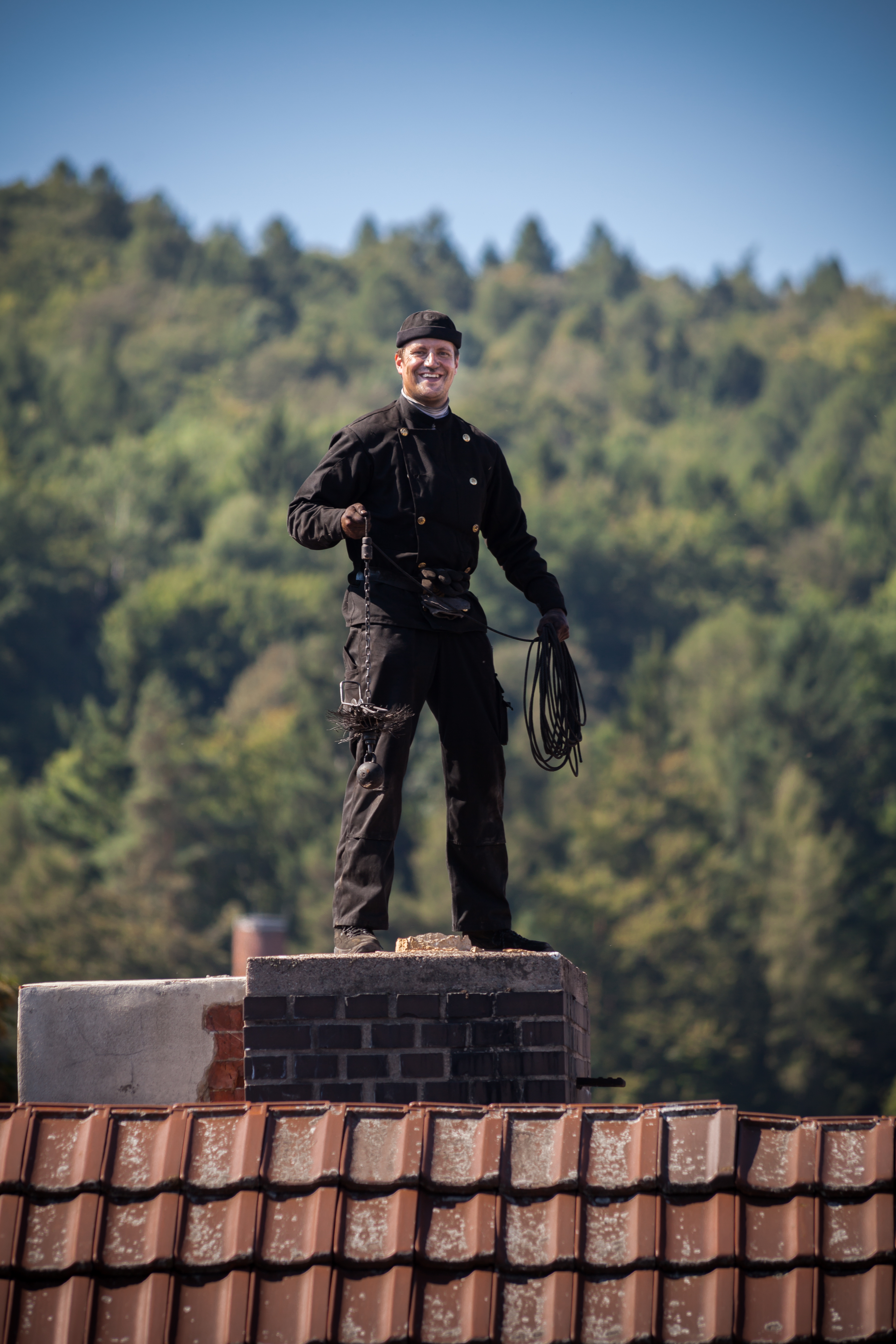
煙突掃除人

1788年に「煙突掃除人とその見習いのより良い規制のための法律（Chimney Sweepers Act 1788: An Act for the Better Regulation of Chimney Sweepers and their Apprentices）」（煙突掃除人法）が可決され、煙突掃除人は8歳以上、親方が雇える見習いは6人までと制限されたが、施行はされなかった。また、見習い帽章が導入された。この法律はジョナス・ハンウェイの『煙突掃除人の若い見習いの現状（The State of Chimney Sweepers' Young Apprentices）』（1773年）と『ロンドンとウェストミンスターの煙突掃除人の痛ましい歴史（Sentimental History of Chimney Sweeps in London and Westminster）』（1785年）という2つの出版物で提示された、少年たちへの関心に部分的に触発されたものであった。彼は議会が新大陸における奴隷制の廃止には熱心に取り組んでいるにもかかわらず、クライミング・ボーイという奴隷制は無視されている、と主張した。彼は警察により煙突掃除の規制が行われているスコットランドのエディンバラに注目した。そこでは、人間が煙突内部を登ることは許されず、親方が自ら雑巾の束を引っ張って上下に動かすことで煙突掃除を行っていた。また、煙突に登るスキルは将来の雇用には結びつかず、有用な徒弟制度でもないと指摘した。ハンウェイは、少年たちの生活の中にキリスト教を取り入れるべきだと主張し、そのために彼らのための日曜学校の設立を働きかけた。しかし、上院は親方を許可制とすべきとした提言を削除し、また市民登録制度が始まる前は、その子供が実際に8歳であるか確認する方法が誰にもなかった。
同年、人道的な親方掃除人であったデビッド・ポーターが議会に嘆願書を提出し、1792年に『煙突掃除人の現状についての考察と、彼らの救済と規制を目的とした議会法についての考察』を出版した。1796年には、貧しい人々の状況を改善するための協会が設立され、ハンウェイやポーターの小冊子を読むことが奨励された。彼らには有力者なメンバーがおり、またジョージ3世治世下での王室の庇護もあった。1800年には「煙突掃除人の少年の保護と教育のための友好協会」が設立された。
1803年には、クライミング・ボーイという人間によるブラシに代わって機械式ブラシが提案され、先述の1796年に組織された協会のメンバーの一部が「クライミング・ボーイを雇う必要性をなくすロンドン協会」を立ち上げた。当時において少年らは7インチ×7インチの小さな煙突を掃除していることを踏まえて、機械式ブラシのコンテストが行われた。その中でジョージ・スマートが受賞を果たし、これは長い杖にブラシヘッドを取り付けたものであり、杖の中を通る調整可能な紐によって硬さを高めていた。
1834年に制定された「煙突掃除人法」には、必要な規制の多くが盛り込まれていた。見習いは、治安判事の前で「進んで（煙突掃除を）望んでいる（willing and desirous）」と表明しなければならないと規定されていた。親方は14歳未満の少年を雇ってはならず、また6人まで弟子を持つことはできたが、これを他の親方に貸すこともできなかった。既に見習いとなっている14歳未満の少年に対しては真鍮製のバッチの付いた革製の帽子を被ることが義務付けられた。また見習いが消火活動の一環として煙突を登ることも禁じられた。街中での掛け声も禁じられた。しかし、この法律は親方掃除人たちに反対され、一般大衆もまたクライミング・ボーイでなければ自分たちの財産が危険に晒されると考えていた。
また、この年、煙突の構造に関する建築基準法が改正された。
1840年に制定された「煙突掃除人および煙突規制法（Chimney Sweepers and Chimneys Regulation Act）」では、21歳未満の者が煙突掃除をすることは違法とされたが、ほとんど無視された。1852年と1853年にこの問題を再検討する試みがなされ、新しく調査がなされてより多くの証拠が集められた。しかし、法案の提出には至らなかった。1864年に制定された「煙突掃除人規制法」（c.37）では、法律を無視した親方掃除人に対する罰金や投獄を認め、警察にもその容疑で逮捕する権限を与え、新設及び改造された煙突に対する商務庁による検査承認を求めるなど、管理を大幅に強化した。シャフツベリー卿は、この法律の主要な推進者であった。
1875年2月、12歳の少年ジョージ・ブリュースターは、親方であるウィリアム・ワイアーによってフルボーン病院の煙突掃除を行うこととなった。その作業中に彼は身動きができなくなり、窒息した。彼を救出するためには壁全体を取り壊す必要があり、救助直後にはまだ息があったが、間もなく死亡した。検視官による審問では過失致死の評決が下され、ワイアーは重労働を伴う6カ月の禁固刑に処せられた。シャフツベリー卿は、この事件を機に再度キャンペーンを展開した。1875年9月、シャフツベリー卿は『タイムズ』紙に何度も手紙を書き、さらに法案を議会に提出して、少年たちに煙突掃除を行わせる慣行をついに終わらせた。
1875年に制定された「煙突掃除人法」では、煙突掃除人が「事業を行う場合にはその地区の警察から認可を受けること」が義務付けられ、これまでのすべての法律を執行するための法的手段を与えた。

## アメリカ

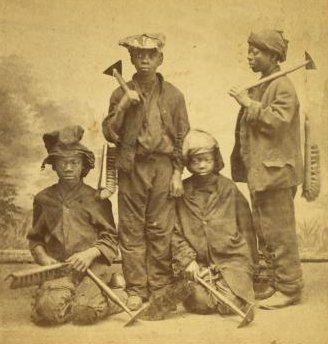
ブラシとスクレイパーをもった、ニュー・ヨークからのアフリカ系アメリカ人のクライミング・ボーイ4人のスタジオポートレート。2人は立っていて、2人はひざまずいている。 彼らは11歳から14歳のように見え、粗い服を着てぼろぼろのハット帽をかぶっている

アメリカにおける煙突掃除の歴史はイギリスのとほぼ変わらなかった。違いは住宅の性質と政治的な働きかけの有無であった。初期の入植者の住宅は木造かつ密集して建てられたために一つの家で火事が起こると隣家へと延焼しやすかった。そのため、当局は煙突設計の規制を行ったため、早くから防火監視員や検査員制度が存在した。
このような低い建物における広い煙道の掃除は、多くの場合、家主自身が梯子を使って幅のあるブラシを煙突に通すことで行っていた。狭い煙道の場合にはレンガや薪の入った袋を煙突に落としていたが、煙道が長い場合にはクライミング・ボーイが用いられ、燃やした藁や針を足や尻に差し、強制的に行わせる慣習が存在した。煙突掃除は人気のある仕事ではなかった。18世紀には煙突掃除人に黒人を用いることが、南部から北部へと広がっていった。黒人の掃除人は差別を受け、非効率的で火事を起こすと非難されていた。実際、白人の少年たちが煙突掃除を行っていたロンドンではニューヨークよりも火事が少なかったといわれる。イギリスと同様、アメリカでもスマート社の掃除機が1803年から利用可能であったがほとんど用いられなかった。またイギリスと異なり、クライミング・ボーイたちを保護する協会が結成されるようなこともなかった。同時代の小説『Tit for Tat』では黒人奴隷の煙突掃除人は、ロンドンのそれよりも楽だと、彼らの苦難を否定するような主張をするほどであった。

## 掃除人の祭り
ロンドンのボーイらは、5月1日（メーデー）の1年に1日の休日を過ごした。彼らは通りをパレードし、ジャック・イン・ザ・グリーン (Jack in the Green)と踊りツイストし、いくつかの民俗伝統を融合することで祝った。またサンタ・マリア・マッジョーレにおける掃除人の祭りもあり、これは、イタリアで、そしてケントのロチェスターであり、そこでは1980年に伝統が復活された。煙突掃除人についての最も有名な文学作品の1つが、ウィリアム・ブレイクの詩『The Chimney Sweeper』である。

## 幸運のシンボルとしての煙突掃除人
英国では、花嫁が結婚式の日に煙突掃除人を見るのは幸運なことであると見なされている。多くの現代の英国の掃除人は、この伝統にしたがって結婚式に出席するために雇われる。またドイツでは煙突掃除人は幸運のシンボルとみなされ、新年の贈り物のモチーフとして人気である。煙突掃除人のアイテムは、花束に取り付けられる装飾品の時もあれば、キャンディーまたはマジパンの時もある。彼らの伝統的な制服は、金色のジャケット・ボタンと黒いシルクハットとともに黒ずくめのスーツである。ドイツ、ポーランド、ハンガリー、クロアチア、チェコ共和国、スロバキア、スロベニア、ルーマニアとエストニアでは、今日においても煙突掃除が黒または白のハット帽とともに伝統的な黒ずくめの制服を着ている。通りですれ違うときボタンの1つをこすったりつかんだりすることは幸運と見なされる。

## 大衆文化
煙突掃除人はビクトリア朝の文学および、ビクトリア朝時代に関連した作品において、児童労働者を虐待する無情な悪党として描かれることが多く、たとえばチャールズ・キングズリーの『水の子どもたち』では、若い煙突掃除人が主人公として登場する。また、マイケル・クライトンの犯罪小説『大列車強盗』（1975年）では、狭い場所を潜り抜ける特技から"snakesman"というあだ名を持つ元煙突掃除人クリーン・ウィリー・ウィリアムズが登場する。
- それはまたチャールズ・ラムのエッセイ「"The Praise of Chimney-Sweepers"」（1929年にペーパーバック形式で出版された）の背後にあるビジョンでもあると言われている[45]。
- イギリスの詩人ウィリアム・ブレイクは、特に「無垢と経験の歌」（1789年）と「経験の歌」（1794年）の2部に分かれて出版された「"The Chimney Sweeper"」で、煙突掃除人をより良い生活を望む虐待されている子供として描き、一般的な掃除人の生活を陳列し、彼らに対する野蛮な行動が起こらせている人々を暴露した。
- チャールズ・ディケンズの小説『オリバー・ツイスト』（最初に1837年から1839年に連載された）では、ガムフィールドと呼ばれる悪質な煙突掃除人がオリバーを見習いにしたいと思っているが、いよいよというときに治安判事に認可されなかった[46]。
- Jonathan Auxierの小説『Sweep: The Story of a Girl and Her Monster』（2018年）は、煙突掃除の少年を主題としている。これは架空の物語であるが、児童労働を終わらせる1875年の運動を含む、ヴィクトリア朝イングランドの話題の歴史と歴史的人物から引き出している[47]。
- A・M・Watsonの文学小説『Infants of the Brush: A Chimney Sweep’s Story』（2017年）は、1720年代ロンドンのクライミング・ボーイの生活を描き、ランドマーク財産法事件『Armory v. Delamirie』の中央の煙突掃除少年の生活に焦点を当てている[48]。
- Darrell Riversの『Charlie the Chimney Sweep: A Lamentable Tale of Reform』（2019年）は、1834年の煙突掃除人法(Chimney Sweepers Act 1834)の可決により作業が妨げられ、代わりに鉛鉱山で働く若い煙突掃除人についての子供らの話である[49]。
- ユダヤ人の著者 Kurt Held によってスイスで1941年に書かれ、しかし妻リザ・テツナーの名前で刊行された長篇小説『黒い兄弟』は、スイスのヴェルツァスカ渓谷(Valle Verzasca)に源を発する、19世紀北イタリアの、いわゆるSpazzacaminiの生活を描いている。同作は『ロミオの青い空』としてアニメ化された。

新しいブラシの開発と児童労働の終焉により、煙突掃除人は児童労働のイメージから、機敏で気さくな男性のイメージに変えた。このイメージの例としては、パメラ・トラバースによる本シリーズ『メアリー・ポピンズ』および、ウォルト・ディズニーによる映画化作品『メリーポピンズ』が挙げられる。『メリーポピンズ』では陽気な労働者らが大胆不敵なアクロバットで労働日の終わりを祝う場面があり、彼らのリーダー「バート」（ディック・ヴァン・ダイクが演じる）は、1965年に第37回アカデミー賞でアカデミー歌曲賞を受賞した「チム・チム・チェリー」を歌う。コーラスとは、煙突掃除人と幸運の伝統的な関連性を指す。「"Good luck will rub off when I shake 'ands with you, or blow me a kiss ... and that's lucky too"」。
このほかにも、ハンス・クリスチャン・アンデルセンの「羊飼いと煙突掃除人」（1845年）という物語では、磁器製の煙突掃除人の人形と羊飼いの人形の恋愛が描かれている。羊飼いがタンスと結婚させられそうになった時、煙突掃除人はストーブパイプを通って羊飼いを煙突の上まで誘導し、彼女に愛を告白する。
ルース・レンデルの犯罪/ミステリー小説『煙突掃除の少年』（1998年）は、主人公の変容とアイデンティティを表す、より正式には『Epichnopterix plumella』として識別される、その名前のガ（蛾）を中心的プロット・デバイスとして持っている。

## 現代における煙突掃除

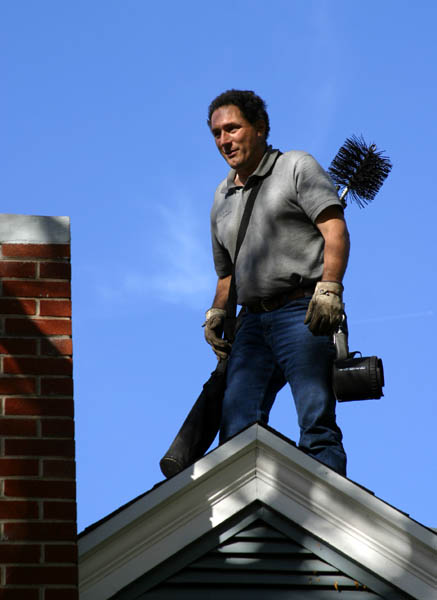
今日における煙突掃除人。

今日において煙突掃除人という職業は、石炭、暖房用オイル、天然ガス、薪、ペレットなどの燃焼器具の換気システムをメンテナンスする必要性によって存在している。煙道の堆積物や一酸化炭素および燃焼によるガスの危険性についての理解もよく知られている。標準的な煙突ブラシは、最新の道具（掃除機、カメラ、特別な煙突掃除ツールなど）と共に今でも使用されている。通常、ほこりや煤の拡散を防ぐため、また安全性の観点から煙突掃除は下から上に向かって行われる。点検の場合には、下からでも上からでも、アクセス可能であれば両方からでも構わない。作業中は煙突の中からは鳥の死骸や工具、メモ、ラブレター、エフェメラ（手紙やチラシなど、保存を目的としない印刷物）など思いがけないものに遭遇することもある。
現代の煙突掃除人の大半は専門職業であり、引火性のあるクレオソートの除去、火室とダンパーの修理、煙室の修理などのメンテナンスとともに、危険箇所の診断と修理を行う訓練も受けている。一部の掃除人は、煙道修理と再ライニング、クラウン修理、石造煙突とセメント・クラウンの山形目地仕上げまたは再建のような、より複雑な修理も提供する。
アメリカでは、『Chimney Safety Institute of America』と『The National Chimney Sweep Guild』という2つの業界団体がこの業界を統制している。煙突掃除人の資格は、『Certified Chimney Professionals』と『The Chimney Safety Institute of America』の2つの団体により発行されている。これら団体は、最初に資格制度を制定した団体であり、資格の更新には3年ごとに再試験を受けるか、CSIAやNational Fireplace InstituteでCEUを取得して教育への取り組みを証明することで試験を通過することができる。煙突の再点検を行う煙突掃除人の認定は、Certified Chimney ProfessionalsとChimney Safety Institute of Americaが行っている。CEU証明は、これらの組織や地域の協会、民間のトレーナーから取得することができる。
イギリスにおいて煙突掃除人は許可制ではないが、多くの場合、『Association of Professional Independent Chimney Sweeps』、『The Guild of Master Chimney Sweeps』、『Guild of Master Chimney Sweeps』、そして『National Association of Chimney Sweeps』といった業界団体に所属している。会員をサポートするだけでなく、訓練を提供したり、環境・食糧・農村地域省（DEFRA）やその他の利害関係者への働きかけも行っている。